# Saint-Nizier-le-Désert
Saint-Nizier-le-Désert là một xã ở tỉnh Ain, vùng Auvergne-Rhône-Alpes thuộc miền đông nước Pháp.